# 瓦莱里乌斯·马克西姆斯
瓦莱里乌斯·马克西姆斯，生活于提比略统治时期，生平不详。作品《善言懿行录》是一部关于罗马人和外邦人（主要是希腊人）的历史逸闻汇编，凡八卷，目的是为演说家参考之用。逸闻按主题分类，在中世纪非常流行。